# Nefron
Nefron je osnovna jedinica za pročišćavanje krvi u bubregu. Svaki bubreg 
ima 1 do 4 milijuna nefrona. Sastoji se od bubrežnog tjelešca, kanalića, Henleove petlje i sabirnih cjevčica. Kanalići se nalaze u bubrežnoj srži. Sabirne cjevčice i cijevi skupljaju mokraću nastalu u nefronima i odvode je u bubrežnu nakapnicu. Nefron zajedno sa sabirnom cjevčicom čini mokraćni kanalić. 

## Bubrežno tjelašce
Bubrežno tjelašce ima promjer oko 200 mikrometara a sastoji se od glomerula okruženog Bowmanovom čahurom koja ima 2 lista. Glomerul je zapravo klupko krvnih kapilara. Unutrašnji list Bowmanove čahure obavija kapilare glomerula, sadrži ćelije-podocite a vanjski list čini granicu bubrežnog tjelašca, zove se još parijetalni list. Ta 2 lista zatvaraju mokraćni prostor. Svako bubrežno tjelašce ima vaskularni pol i urinarni pol. Na vaskularni pol ulazi dovodna arteriola, i izlazi odvodna arteriola. Od mokraćnog pola polazi proksimalni zavijena kanalić građen od jednoslojnog pločastog epitela koji je karakterističan za ovaj kanalić. 

## Kanalići nefrona
U građu nefrona ulazi i proksimalni zavijeni kanalić, kao i distalni zavijeni kanalić. Proksimalni zavijeni kanalić koji polazi od mokraćnog pola bubrežnog tjelašca je duži od distalnog i ima velik lumen.

## Henleova petlja
Ansa nephronii ili Henleova petlja ima oblik slova U i sastoji se od 4 kraka: 2 tanka i 2 debela i također ulazi u građu nefrona - osnovne jedinice bubrega.
Henleova petlja sudjeluje u zadržavanju vode u organizmu.